# Markus Schäfer (Manager)
Markus Schäfer (* 11. Mai 1965 in Weidenau, Kreis Siegen-Wittgenstein) ist ein deutscher Manager und Mitglied des Vorstands der Mercedes-Benz Group AG. Dort verantwortet er als Chief Technology Officer die Ressorts Entwicklung und Einkauf.

## Leben
Markus Schäfer wuchs in Niederlaasphe auf und absolvierte sein Abitur am Städtischen Gymnasium in Bad Laasphe. 1990 graduierte er an der Technischen Universität Darmstadt als Diplom-Ingenieur für Maschinenbau und startete seine Karriere bei der damaligen Daimler-Benz AG. Er war unter anderem Werksleiter eines Montagewerks in Kairo, Ägypten, und CEO für Mercedes-Benz U.S. International bei Tuscaloosa (USA). 2014 wurde er Bereichsvorstand für Produktion und Einkauf der Daimler AG. Seit 2019 ist er Vorstandsmitglied der Daimler AG und leitet im Vorstand den Bereich Konzernforschung und Mercedes-Benz Cars Entwicklung. Seit dem 1. Juni 2019 ist er auch für den weltweiten Einkauf Mercedes-Benz Cars verantwortlich.
Im Juli 2019 wurde er zum Vorsitzenden des Aufsichtsrates der Mercedes-Benz Grand Prix Ltd., die das Mercedes AMG F1 Team  in der Formel 1 steuert, ernannt. Er tritt die Nachfolge von Niki Lauda an.